# Lukaskirche (Himberg)
Die Lukaskirche steht in Waldgasse Nr. 21 in der Marktgemeinde Himberg im Bezirk Bruck an der Leitha in Niederösterreich. Die evangelisch-lutherische Filialkirche gehört zur Evangelischen Superintendentur A. B. Niederösterreich der Evangelischen Kirche A.B. in Österreich.

## Beschreibung
Die Kirche wurde 1961 nach den Plänen des Architekten Rudolf Angelides erbaut und 1999 renoviert.
Der schlichte Kirchenbau unter einem Satteldach hat einen seitlich angestellten Fassadenturm.